# Lit (группа)
Lit — альтернативная рок-группа, основавшаяся в городе Фуллертон. Они выпустили несколько синглов в прошедшем 1990 и в начале 2000 года, включая их #1 хит «My Own Worst Enemy», «Miserable», «Zip-Lock», «Over My Head», «Lipstick and Bruises», «Addicted», «Looks Like They Were Right», и «Time Like This».

## История

### Как «Razzle» (1989—1996)
Группа была сформирована в 1989 году, под названием «Razzle». Группа выпустила демо-кассету в 1990, и EP (мини-альбом) под названием «New Vibe Revolution»
в 1993 году. Несколько лет спустя, группа изменила своё название на «Stain» (что в переводе с английского звучит как «пятно»), но вследствие того, что другим группам уже принадлежало это название, они изменили название группы на «Lit» в 1996 году.

### Альбом Tripping The Light Fantastic (1997—1998)
Весной 1997 года, группа выпустила альбом «Tripping The Light Fantastic», на «Malicious Vinyl» («Злобный Винил») звукозаписывающем лейбле. «Malicious Vinyl» ушли из бизнеса незадолго до того, как вышел «Tripping The Light Fantastic», оставив группу незаписанной снова. Они тратили своё время на запись новых «наборов» песен и шоу для различных записывающих лейблов, до их подписания контракта с RCA Records в 1998 году.

### Годы с RCA Records (1999—2001)
Группа вышла в звезды с платиновым альбомом «A Place The Sun» с хитовым синглом «My Own Worst Enemy», который держал позицию номер один в чарте «Hot Modern Rock Tracks» на протяжении трёх месяцев, и получил награду в «Billboard Music Awards» за «значимую» современную песню в жанре «Рок» 1999 года. Это было сопровождено клипом «Zip-Lock» (с участием blink-182 в видео.) и «Miserable», который был в топе десяти самых прослушиваемых песен 2000 года, а также в клипе снялась Памела Андерсон.
Группа выступила на более чем 216 шоу, в мировом турне с поддержку альбома «A Place The Sun». Вдобавок к этому, они участвовали на «Vans Warped Tour» и на «Woodstock» 1999 года, группа была в туре с такими группами, как: «The Offspring», «Garbage» и «No Doubt».
Следом за альбомом группы Lit под названием «A Place The Sun», в 2001 году вышел альбом «Atomic», который попал в топ-10, с хитом «Lipstick and Bruises». В поддержку альбома «Atomic», Lit выступали с Kid Rock и Бутчем Уокером. Контракт группы с RCA Records встал под вопрос в конце 2002 года.

### Независимые Годы (2002-наше время)
Lit продолжали небольшие «клубные туры» осенью 2003 года, перед релизом альбома с одноимённым названием «Lit», вышедшего под лейблом «DRT Entertainment» 24 июня, в 2004 году. Сингл «Looks They Were Right» попал в топ-40 чартов.
В этот год группа также выпускает свой первый «Long-form» DVD под названием «All Access», 16 ноября 2004 года.
В марте 2006-го группа «lit» открыла свой бар-ресторан «The Slidebar» в Фуллертоне (Калифорния), вместе с инвесторами группы.
5 мая 2008 года, было объявлено, что барабанщику из группы (Аллену Шелленбергу) был поставлен диагноз «злокачественной глиомы» (мозговая опухоль). 26 июля 2008 года, Lit перевели Аллена в «House of Blues» *(госпиталь) в Анахайме, Калифорния.
После нескольких выступлений, в том числе с «Sugar Ray» и «Handsome Devil». Барабанщик из группы «No Doubt» Эндри Йонг, заменил Шелленберга на барабанах.
Аллен Шелленберг умер 13 августа 2009 года, в возрасте 39-ти лет.
27 ноября 2009 Lit официально заявила, что Натан Волкер, будет новым барабанщиком в группе, и они запишут новый альбом.
В апреле 2010 в течение интервью с «OC Talk Radio», Lit намекнули о возвращении к главному лейблу для их следующего релиза.
Они так же «раскрыли» нам небольшой секрет, о их работе под новым договором менеджмента, а также представление нового Live-материала.
Lit так же заявили о выпуске нового материала или проекта, со временем, для их нового альбома.
В сентябре 2010 года Кевин Бэлдс подтвердил, что Lit в текущее время будут в студии, писать и записывать их шестой студийный альбом. Группа работает с продюсером Марти Фридриком (он работал с такими группами как Aerosmith, Def Leppard, Mötley Crüe, Sheryl Crow, Faith Hill.)
Lit недавно подписали контракт с Eleven Seven Music

## Участники группы
- А. Джей Попофф — вокал (1989-настоящее время)
- Джереми Попофф — гитара (1989-настоящее время)
- Кевин Бэлдс — бас гитара (1989-настоящее время)
- Натан Уолкер — барабаны, ударные (2009- настоящее время)
- Райан Гиллмор — гитара, клавишные (2010- настоящее время)

### Бывшие участники группы
- Чэд Энтони — гитара (1989—1993)
- Аллен Шелленберг — барабаны, ударные (1989—2009)

## Дискография
- New Vibe Revolution (as Razzle) (1993)
- en:Five Smokin' Tracks from Lit (1996)
- en:Tripping the Light Fantastic (album) (1997)
- en:A Place in the Sun (Lit album) (1999) Platinum
- Atomic (2001)
- en:Platinum & Gold Collection (Lit album) (2004)
- Lit (2004)
- The View From The Bottom(2012)

## Синглы
| 1997                                              | «Bitter»                     | — | —   | —  | —  | —  | Tripping the Light Fantastic |
| 1999                                              | «My Own Worst Enemy»         | 3 | 51  | 1  | 6  | 16 | A Place in the Sun           |
| 1999                                              | «Zip-Lock»                   | — | —   | 11 | 34 | 60 | A Place in the Sun           |
| 2000                                              | «Miserable»                  | — | 117 | 3  | 29 | —  | A Place in the Sun           |
| 2000                                              | «Over My Head»               | — | —   | 22 | —  | 37 | Atomic                       |
| 2001                                              | «Lipstick and Bruises»       | — | —   | 10 | 28 | —  | Atomic                       |
| 2002                                              | «Addicted»                   | — | —   | 23 | —  | —  | Atomic                       |
| 2004                                              | «Looks Like They Were Right» | — | —   | 34 | —  | —  | Lit                          |
| 2004                                              | «Times Like This»            | — | —   | —  | —  | —  | Lit                          |
| знаком «—» обозначены релизы не попавшие в чарты. |                              |   |     |    |    |    |                              |

## Видеоклипы
- «My World» — 1995
- «Bitter» — 1997
- «My Own Worst Enemy» — 1999
- «Zip-Lock» — 1999 (представлены blink-182 и Dee Snider из Twisted Sister)
- «Miserable» — 2000 (представлена Pamela Anderson)
- «Over My Head» — 2000
- «Four» — 2000
- «Best Is Yet To Come Undone» — 2000
- «Lipstick And Bruises» — 2001
- «Something To Someone» — 2002
- «Live For This» — 2003
- «Looks Like They Were Right» — 2004
- «Too Fast For A U-Turn» — 2004
- «Needle & Thread» — 2006
- «Here’s To Us» — 2009 (Клип в память о Аллене Шелленберге)

## DVD-диски
- All Access — 2004

## Саундтреки к фильмам
- «К бою готовы» (2000) песня «My Own Worst Enemy»
- «Дублёры» (2000) песня «Zip-Lock»
- «Никки, дьявол — младший» (2000) песня «Perfect One»
- «Титан: После гибели Земли» (2000) песня «Over My Head»
- «Американский пирог 2» (2001) песни «The Last Time Again» и «A Place in the Sun»
- «Отмороженные» (2001) песня «Lipstick and Bruises»
- «Перекрёстки» (2001) песня «Lipstick and Bruises»
- «Страна чудаков» (2001) песня «Everything’s Cool»
- «Останавливающие время» (2002) песня «Quicksand»
- «Миллионер поневоле» (2002) песня «Happy in the Meantime (remix)»
- «Американской пирог: Все в сборе» (2012) песня «My Own Worst Enemy»

### Саундтреки к играм
- Rock Band 2 (2008) песня «My Own Worst Enemy»

## Партнеры по турне
- Radish (1997)
- Silverchair (1999)
- Eve 6 (1999; 2010)
- The Offspring (1999)
- Garbage (1999)
- 22 Jacks (2000)
- Save Ferris (2000)
- No Doubt (2000)
- Handsome Devil (2001) (2002)
- Kid Rock (2002)
- Бутч Уокер (2002)
- American Hi-Fi (2003)
- The Matches (2003; 2004)